# Мечеть ан-Наср
Ан-Наср (араб. مسجد النصر‎ Masjid an-Nasr, переводится как Мечеть Победы) — мечеть в палестинском городе Наблус. Расположена в центральном квадрате Старого Города и считается «символом Наблуса». У мечети есть бирюзовый купол, а её молитвенный зал расположен во втором этаже здания, что достаточно необычно для такого рода строения.

## История
Первоначально, Ан-Наср была византийской церковью, и затем тамплиеры построили маленькую церковь, которая состояла из круглого здания с красным куполом во время господства крестоносцев в Палестине. Крестоносцы потеряли Наблус в 1187 году во время Айюбидов, и к 1300 году Наблус был уже в руках мамлюков. Мамлюки преобразовали церковь в мечеть. Турки сделали пристройку к мечети, но Ан-Наср был разрушен землетрясением, которое произошло в Наблусе в 1927 году.
Проект восстановления начался в 1935 году, он контролировался со всех сторон, от администрации до жителей. Имам мечети традиционно придерживается ханафитского фикха. Согласно исламской традиции, мечеть ан-Наср построена на том месте, куда Якубу его сыновья принесли окровавленную и изодранную одежду Юсуфа.